# Осадовий комплекс

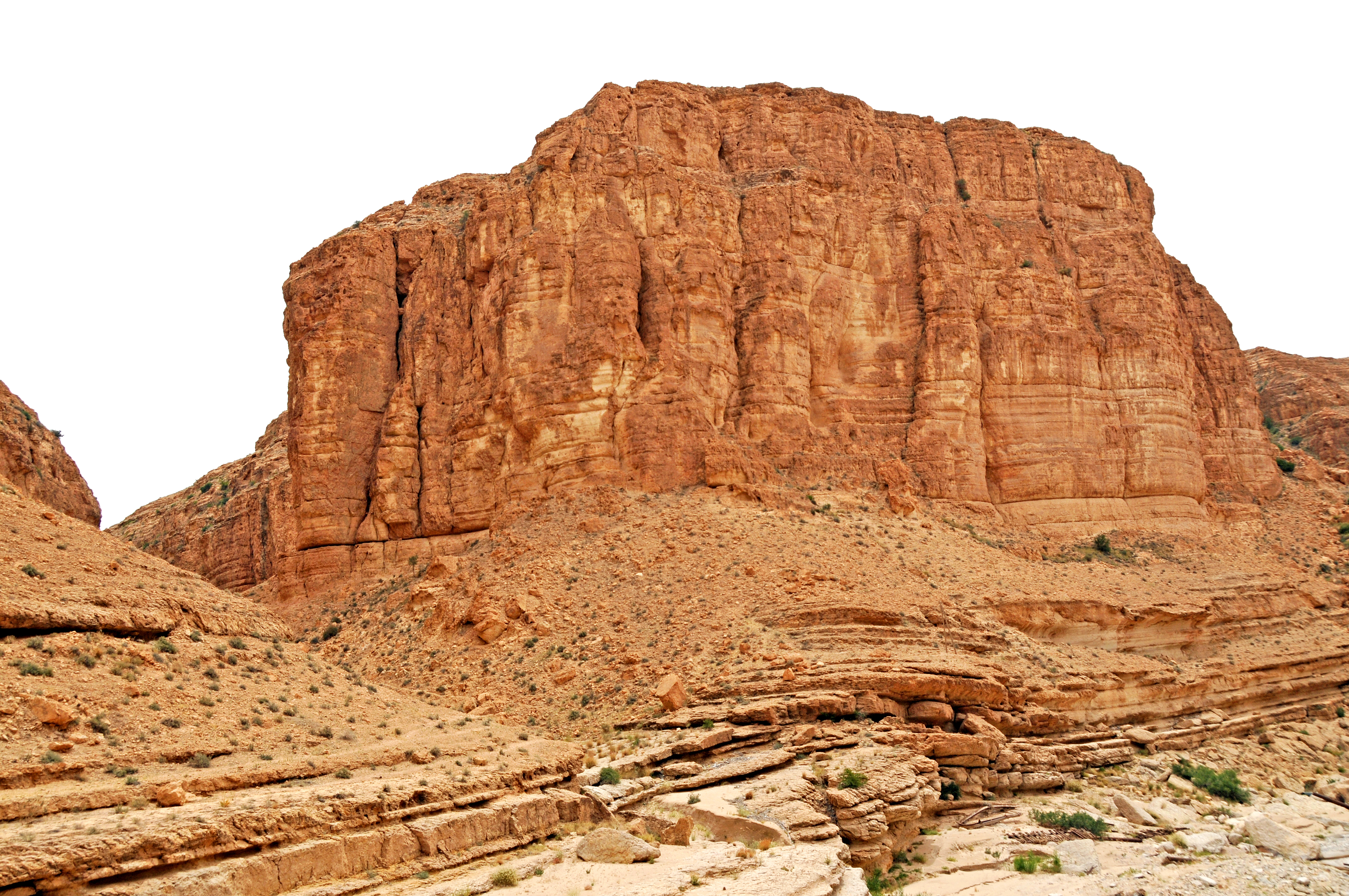
Приклад осадового комплексу: червоноколірні відклади в Тунісі.

Осадовий комплекс (рос. осадочный комплекс, англ. sedimentary complex, нім. Gesteinsfolge f, Schichtenfolge f) — товща осадів великої потужності, поєднаних якою-небудь властивістю, фактором (спільністю утворення, тектоніки тощо). Вік О.к. точно не встановлюється.